# 图坦卡蒙的小号
图坦卡蒙的小号指的是1920年代埃及法老图坦卡蒙陵墓中出土的一对小号，其中一支用的是纹银，另一支用的是铜。这对小号被考古界认为是世界上最古老的可吹奏乐器之一，也是古埃及目前唯一流传下来的小号文物。
小号在古埃及被视为一种具有魔法和军事用途的文物。古籍中记载，这种小号可以用来在道德和心理上压制敌人，甚至对建筑设施产生物理影响。例如，《圣经》中描述过一座被围困的城市在小号的吹奏下城墙倒塌‌。
小号在图坦卡蒙墓中被发现时，与各种军事物品和手杖一起存放。其设计精美，刻有拉霍拉赫蒂神、普塔神和阿蒙神的图案，象征着国王的权力和职责‌。
关于小号的音乐性能和具体使用方式，目前尚无确凿的记录。唯一的一次公开吹奏是在1939年BBC的一次音乐会上，这次吹奏之后不久，第二次世界大战爆发，这使得一些人认为小号的吹奏可能与某些重大事件有关联。

## 拓展阅读
- Kirby, Percival. . Journal of the Royal Anthropological Institute. 1947, 77.
- . British Museum. 1972  [2021-06-25]. （原始内容存档于2021-02-04）.
- Manniche, Lise. . British Museum Press. 1991  [2021-06-25]. ISBN 978-0-7141-0949-7. （原始内容存档于2021-06-24）.
- Hickmann, Hans. . Cairo: Government Printing Press. 1946.
- Hawass, Zahi A. . National Geographic Books. 2005.